# Agnes Susanne Scheurmann
Agnes Susanne Scheurmann (* 15. August 1881 in Großenhain als Agnes Susanne Schwedler; † 14. Januar 1974 in St. Magdalena bei Linz) war eine deutsche Malerin und Grafikerin.

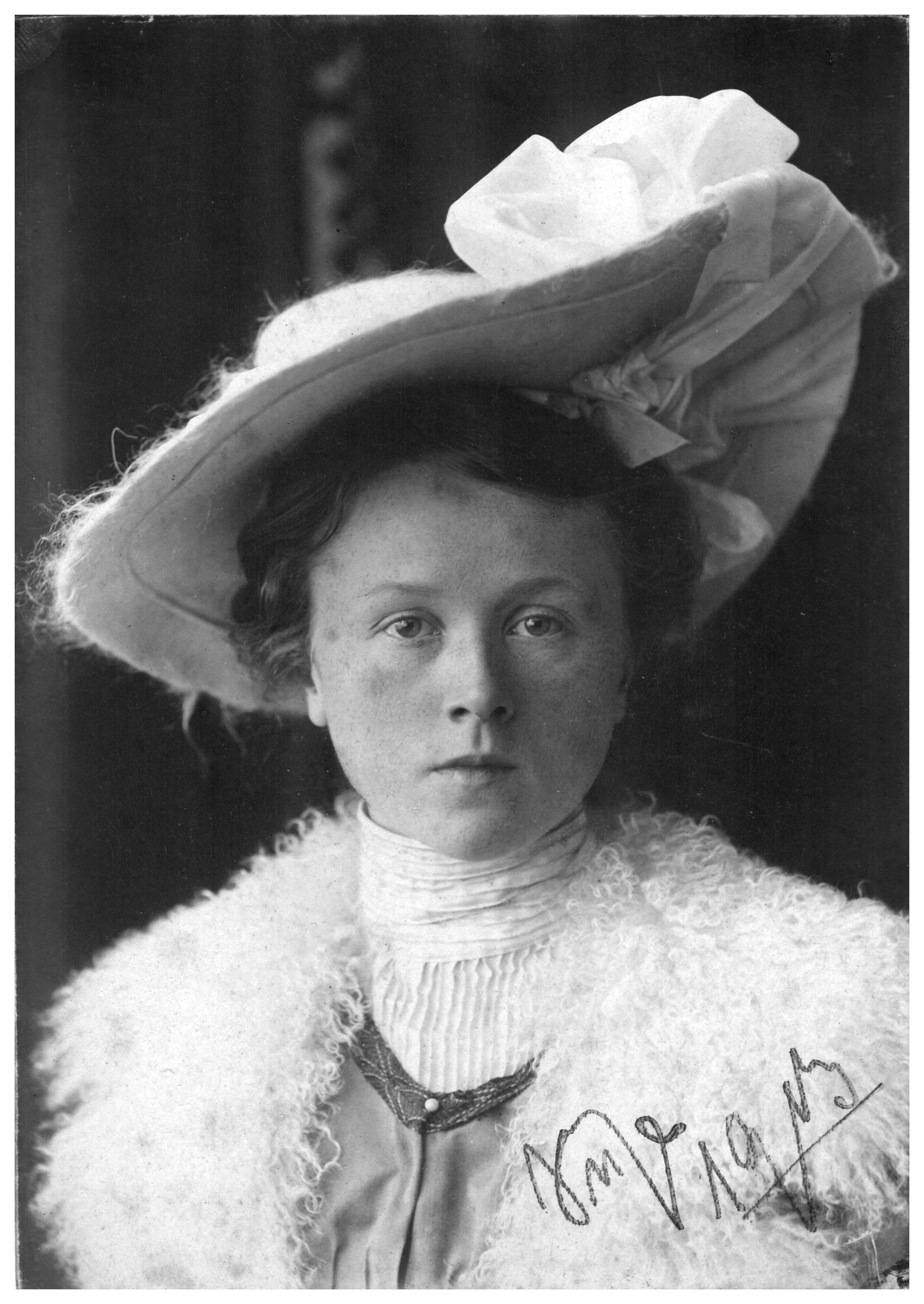
Agnes Susanne Scheurmann, 1903, Privatbesitz

## Leben
Agnes Susanne Scheurmann wurde am 10. Dezember 1881 in Großenhain in Sachsen geboren und wuchs in einer gutbürgerlichen Familie auf. Sowohl über ihre Eltern wie auch Kindheit und Jugend, etwaigen künstlerischen Werdegang sowie Ausbildung ist nichts bekannt.
Im Juli 1900 lernte die junge Frau bei einer Wanderung den damals noch unbekannten Schriftsteller und Maler Erich Scheurmann im nordhessischen Waldeck kennen. Dieser hatte an der Münchner Kunstakademie studiert. Nachdem Scheurmann eine Festanstellung als Kunsterzieher am Deutschen Landeserziehungsheim Schloss Gaienhofen erhalten hatte, übersiedelte das Paar im Sommer 1904 nach Horn und heiratete am 14. Dezember desselben Jahres in Konstanz.
Erich Scheurmann zählt neben seinem Freund, dem Maler Bruno Goldschmitt, sowie den Schriftstellern Ludwig Finckh und Ernst Bacmeister zu den ersten Künstlern, die sich auf der Höri bzw. am Untersee niederließen. Sie hatten sich bewusst für ein einfaches Leben im ländlichen Abseits entschieden. Aufgrund ihrer stets prekären finanziellen Verhältnisse war Erich Scheurmann neben seiner Lehrerstelle als Maler und Schriftsteller tätig. Auch Susanne Scheurmann begann in der ländlichen Abgeschiedenheit zu zeichnen und kleinformatige Aquarelle und Gouachen anzufertigen. Überschattet wurde die Ehe durch den frühen Tod ihrer drei Kinder, die zwischen 1905 und 1913 zur Welt kamen, jedoch im Säuglingsalter starben.
Um sich von diesen Schicksalsschlägen abzulenken und mehr denn je erfüllt von der Sehnsucht nach einem unentfremdeten Leben im Einklang mit der Natur, plante das Paar eine gemeinsame Reise nach West-Samoa, die Susanne Scheurmann aufgrund gesundheitlicher Probleme jedoch nicht antreten konnte. Ihr Mann brach daher am 7. April 1914 allein auf. Er lebte ein Jahr lang auf Samoa, musste jedoch seinen Aufenthalt aufgrund des Beginns des Ersten Weltkriegs abbrechen und konnte erst 1918 nach Horn zurückkehren. Um Geld zu verdienen, hielt Scheurmann Vorträge über seine Samoareise und zog mit seiner Frau als Puppenspieler übers Land. Auch sein 1920 erschienener Roman Der Papalagi. Die Reden des Südseehäuptlings Taivii aus Tiavea, in dem er Kritik am Lebensstil der westlichen Zivilisation übt, verbesserte ihre Lage nicht. Hinzu kam eine zunehmende Entfremdung zwischen den Eheleuten. 1930 trennte sich Susanne Scheurmann von ihrem Mann, am 23. Januar 1931 erfolgte die Scheidung. Während sich Erich Scheurmann in Überlingen niederließ, zog Susanne mit ihrem neuen Lebensgefährten, dem Ingenieur Friedl Weiler nach St. Magdalena in Linz. Hier führten sie ein naturverbundenes Leben und engagierten sich bereits um 1960 als aktive Atomkraftgegner. Susanne Scheurmann starb am 14. Januar 1974 in Linz.

## Kunsthistorische Würdigung
Susanne Scheurmann war als Künstlerin vermutlich Autodidaktin und ist, soweit bekannt, mit ihren Arbeiten kaum öffentlich hervorgetreten. Ausnahme sind die sechs Scherenschnitte, die sie als Druckvorlage für Zoltàn Nagys Buch Die Legende vom lachenden Mann schuf, das 1922 beim Verlag Oskar Wöhrle in Konstanz erschien. In der Sammlung des Kunstvereins Konstanz befindet sich ein weiterer Scherenschnitt, der fröhlich flatternde Wäsche auf der Leine zeigt und vermutlich vor 1920 in die Sammlung kam.
Scheurmanns früheste erhaltenen Werke sind zarte Zeichnungen in Skizzenbüchern, die seit 1903 auf ihren Wanderungen und Reisen durch Sachsen, Thüringen, durch das Fulda-Werra-Bergland in Hessen, den Hegau, das Bodenseegebiet und die Schweiz entstanden. Auffallend ist ihr Interesse für Burg- und Kirchenruinen, alte Mühlen und Kapellen, Berglandschaften und Täler, die sie von erhöhtem Standpunkt aus wiedergibt. Staffagefiguren beleben diese romantisch anmutenden Zeichnungen und Aquarelle. Es ist nicht bekannt, ob Scheurmann ihre Reisen allein oder in Gesellschaft unternahm.
Nach ihrem Umzug auf die Höri entstanden Gouachen und Scherenschnitte, selten größer als DIN A4. Es ist anzunehmen, dass ihr Mann, der als Kunsterzieher tätig war, sie dazu anregte und vielleicht auch unterrichtete. Auffallend ist die Ähnlichkeit einiger stimmungsvoller Landschaftsdarstellungen in beider Werk.
Erhalten haben sich einige akribisch auf Pauspapier ausgeführte Vorzeichnungen nebst Farbangaben, die drauf schließen lassen, dass die Künstlerin ihre Werke zum Teil genau vorplante. Diese Vorzeichnungen entstanden für Blätter märchenhaften Inhalts, wie Der Winterkönig, Die Prinzessin von der Muschelburg oder Junker Heuschreck und Jungfer Libelle und vielleicht als Illustrationen für ein Bilderbuch gedacht waren. Daneben schuf Scheurmann Pflanzen- und Figurenstudien und immer wieder Darstellungen einsam wartender Mädchen und junger Frauen. In einigen wenigen Zeichnungen, porträtierte sie ihre früh verstorbenen Kinder. Im Juli 1931 begann sie ein neues Skizzenbuch, das sie nach der Scheidung von ihrem Mann mit Zweites Leben betitelte. Es enthält u. a. eine mit Obermühl an der Donau betitelte Landschaftsskizze und bricht dann ab. Es scheint, als habe Susanne Scheurmann danach nicht mehr gemalt.

## Œuvre (Auswahl)
- Gundholzen? Untersee, 1904, Aquarell, 22,7 × 30,6 cm, Städtische Wessenberg-Galerie Konstanz.
- o.T. (Küssendes Paar neben einer Birke am Seeufer), 1905, Aquarell, 29,4 × 22,5 cm, Städtische Wessenberg-Galerie Konstanz.
- o.T. (Hochzeitskutsche), 1906, Aquarell, 21 × 20,9 cm, Städtische Wessenberg-Galerie Konstanz.
- o.T. (Winterszene mit kahlem Baum und Vogel) 1907, Aquarell, 29,9 × 22 cm, Städtische Wessenberg-Galerie Konstanz.
- o.T. (Mädchen im blauen Kleid), 1907, Aquarell, 30,4 × 23,2 cm, Städtische Wessenberg-Galerie Konstanz.
- Zürich, 1907, Aquarell, 30,4 × 22,5 cm, Städtische Wessenberg-Galerie Konstanz.
- o.T. (Birken im Mondschein), 1908, Aquarell, 30,4 × 23 cm, Städtische Wessenberg-Galerie Konstanz.
- o.T. (Winterhäuschen mit Fensterblick auf alte Dame), 1911, Aquarell, 30,6 × 23,1 cm, Städtische Wessenberg-Galerie Konstanz.
- Die Prinzessin von der Muschelburg, 1912, Aquarell, 25,4 × 23 cm, Städtische Wessenberg-Galerie Konstanz.
- o.T. (Kahler Baum vor Sonnenaufgang mit Berglandschaft), o. J., Aquarell, 25,3 × 35,6 cm, Städtische Wessenberg-Galerie Konstanz.
- o.T. (Prinzessin Rückenfigur sitzend mit schwarzer Katze), o. J., Aquarell, 30,4 × 23,1 cm, Städtische Wessenberg-Galerie Konstanz.
- o.T. (Wäsche auf Leine), o. J., Scherenschnitt, 25 × 22,5 cm, Städtische Wessenberg-Galerie Konstanz.
- o.T. (Schlittschuhläuferpaar), o. J., Scherenschnitt, 25,7 × 30,2 cm, Städtische Wessenberg-Galerie Konstanz.
- o.T. (Drei Vögel auf Zweigen), o. J., Scherenschnitt, 25,3 × 17,5 cm, Städtische Wessenberg-Galerie Konstanz.
- See im Mondschein o. J., Aquarell, 31,5 × 23,6 cm, Städtische Wessenberg-Galerie Konstanz.
- Junker Heuschreck und Jungfer Libelle auf dem Weg zum Maientanz, o. J., Aquarell, 33,6 × 24,5 cm, Städtische Wessenberg-Galerie Konstanz.

## Ausstellungen / Rezeption
Über Ausstellungen von Agnes Scheurmann ist nichts bekannt, ebenfalls bleibt ihre zeitgenössische Wirkkraft unklar. Es ist anzunehmen, dass sie von ihrem ersten Mann (Erich Scheurmann) beeinflusst wurde, ihm zuliebe und der finanziellen Situation geschuldet allerdings zeitlebens nicht ernsthaft als Kunstschaffende auftrat.
Zeitgenössisch wird das Œuvre von Agnes Scheurmann erst mühsam wiederentdeckt. Über die vielseitige Künstlerin ist noch wenig bekannt.
Zwischen dem 9. Mai und dem 30. August 2020 warenWerke Agnes Susanne Scheurmanns im Rahmen der Ausstellung Beruf: Künstlerin! Zehn deutsche Malerinnen am Bodensee zu sehen. Die Städtische Wessenberg-Galerie präsentiert die Konstanzer Künstlerin gemeinsam mit weiteren Künstlerinnen des süddeutschen Raums.

## Reisen / Exkursionen
Die aufgelisteten Reisen Scheurmanns lassen sich über ihre Skizzenbücher rekonstruieren.
Zu den jeweiligen Reisen entstanden Skizzen in unterschiedlichem Umfang.
- 1903: Hessen
- 1903, im Juli: Burg Fürstenstein (Albungen) Das Fulda-Werra-Bergland (in Ost- und Nordhessen) Wellingerode, Ruine Hahnstein (heute Thüringen), Bilstein (Berg in Hessen), Andreas-Kapelle an der Werra, Schloss Arnstein, Werleshausen und mittelalterliche Burg Ludwigstein
- 1903, 23. September: Großenhain/Sachsen, Kupferberg, Wildenhain, Sächsische Schweiz
- 1904: Burg Hohenklingen (Stein am Rhein), Hohenkrähen, Reichenau, Horn, Konstanz, Berlingen
- 1904 im März: Starnberger See (Bayern)
- 1904, 8. Juni: Reichenau am Bodensee
- 1905, im September: Horn
- 1906: Horn, Haidenhaus, Schaffhausen, Hohentwiel
- 1911: Horn
- 1912: Reichenau
- 1931, 11. Juli: („Zweites Leben“, nach der Scheidung von ihrem Mann): Obermühl an der Donau (Oberösterreich)

## Zitat
Ihre Reisen hielt Susanne Scheurmann in zahlreichen Skizzenbüchern fest. So schreibt sie 1903 neben ein Aquarell vom Höllenthal in Hessen in Abänderung der ersten Strophe des Weserlieds von 1835:

„Hier hab ich so manches liebe Mal 

Im Mondschein gesessen

Hinunterblickend ins Höllenthal
 
Mein selbst und der Welt vergessen

‚Oh, Thäler weit, o Höhen‘ -

Oh, schöner grüner Wald!“

## Nachlass
Der Nachlass der Künstlerin, der aus zahlreichen Skizzenbüchern und Studien besteht, befindet sich seit 2018, durch Schenkung des Enkels ihres späteren Lebensgefährten, im Besitz der Städtischen Wessenberg-Galerie Konstanz. Er ist noch kunsthistorisch zu erfassen und aufzuarbeiten.